# Штявниця (притока Вагу)
Штявниця (словац. Štiavnica) — річка в Словаччині, ліва притока Вагу, протікає в окрузі Ліптовський Мікулаш.
Довжина — 18 км.
Витікає з масиву Низькі Татри під горою Дюмб'єр на висоті 1630 метрів. Серед приток — Станішовський потік.
Впадає у Ваг біля села Ліптовський Ян.